# Christian Hjejle
Christian Hjejle (født 26. september 1940 i Hellerup, død 24. august 2022) var uddannet folkeskolelærer og var i en periode engageret som skuespiller på Mammut Teatret. Han havde desuden en rolle i filmen Her i nærheden fra år 2000 og optrådte i enkelte afsnit af tv-serierne Kald mig Liva, Rejseholdet og Klovn.
Han var far til skuespillerinden Iben Hjejle.